# Pierre-Alain Clerc
Pour les articles homonymes, voir Clerc.
Pierre-Alain Clerc, né le 11 juillet 1955 à Lausanne, est un musicien, claveciniste, organiste, professeur de musique classique et comédien vaudois.

## Biographie
Organiste titulaire de l'église Saint-Laurent à Lausanne et spécialiste de la musique ancienne, Pierre-Alain Clerc bénéficie d'une formation de comédien et d'une spécialisation en rhétorique littéraire et musicale, centrée sur la période classique française. Il étudie l'orgue avec Marie Dufour, puis lui succède à la tribune de St-Laurent. Il devient professeur d'orgue à la Haute école de musique et Conservatoire de Lausanne et le clavecin au Centre de musique ancienne de la Haute école de musique de Genève. Concertiste, il se spécialise notamment dans le domaine de la musique des XVIIe siècle et XVIIIe siècle, et travaille également comme comédien. Depuis 1986, il a été amené à faire construire, restaurer et relever plusieurs orgues en Suisse romande, principalement par la Manufacture Felsberg. Pendant trente ans, il est président des Concerts St-Laurent puis des Goûts Réunis, associations de concerts de musique ancienne.
Sa double activité musicale et théâtrale l'a conduit à s’intéresser à la rhétorique musicale, puis à la déclamation classique française, sujets sur lesquels il donne régulièrement spectacles, cours, stages et conférences (école Britten de Périgueux, académie d’Ambronay, conservatoires de Besançon, Brest, Lille, Metz, Bruxelles, Liège, Conservatoire national supérieur de musique et de danse de Paris et Lyon, Universités de Fribourg, Genève, Montpellier, Nantes, Poitiers, opéra comique de Paris).
Pierre-Alain Clerc est l’auteur de plusieurs articles sur la déclamation et d’un Discours sur la rhétorique musicale.

## Discographie
Pierre-Alain Clerc a gravé six disques, parmi lesquels : Autour de J.S. Bach à l’orgue de Villamont à Lausanne (VDE Gallo), L’âge d’or du cornet à bouquin (Buxtehude, Le Concert brisé, William Dongois) (K 617) et, comme déclamateur, Agrippa d’Aubigné (ensemble Carpe Diem Genève, Musée international de la Réforme).

## Sources
- « Pierre-Alain Clerc », sur la base de données des personnalités vaudoises sur la plateforme « Patrinum » de la Bibliothèque cantonale et universitaire de Lausanne.
- 24 Heures, 27 février 2007, p. 11,
- http://www.hemu.ch/fileadmin/user_upload/documents/Presentation/Corps_professoral/Clerc_Pierre_Alain.pdf